# Députés de la 3e législature du Bénin

Cet article dresse la liste des quatre-vingt-trois députés béninois par ordre alphabétique et par partis politiques élus au suffrage universel direct au scrutin de liste à la représentation proportionnelle pour un mandat de quatre ans siégeant à l'Assemblée nationale. Cette troisième législature débute le 20 avril 1999 et se termine en avril 2003 avec pour président Adrien Houngbédji. Les députés sont rééligibles et représentent la Nation tout entière.

## Méthodologie
Pour chaque député, la liste précise sa circonscription d'élection, sa date de naissance, sa profession, son suppléant, le parti politique auquel il appartient ainsi que le groupe auquel il appartient. Sauf indication contraire, les députés et suppléants siégeant ont sont élus lors des élections législatives béninoises de 1999.
Un député est qualifié de « dissident », lorsqu'il siège dans un groupe parlementaire autre que celui-ci dans lequel la majorité des membres de son parti est affiliée. Cet état de dissidence n'empêche pas le député de continuer d'être officiellement membre de son parti d'origine.
Lors de la nomination au gouvernement ou du décès d'un député ou toute autre cause d'une invalidation, son suppléant devient député (un mois après en cas d'acceptation d'une fonction gouvernementale). En outre, à l'issue d'un délai d'un mois conformément à la Constitution du 11 décembre 1990, les ministres élus quittant le gouvernement ne peuvent plus retrouver leur siège, sans passer par une autre élection législative en dehors du mandat en cours.

## Bureau
Le bureau de l'Assemblée nationale est composé comme suit :
| Président          | Adrien Houngbédji   |
| 1er vice-président | Sacca Lafia         |
| 2e vice-président  | Aurélien Houessou   |
| 1er questeur       | Maxime Houédijissin |
| 2e questeur        | Éléazar Nahum       |
| 1er secrétaire     | Orou Gabé Orou Ségo |
| 2e secrétaire      | Codjo Achodé        |

## Partis politiques représentés
les partis politiques ou alliances de partis représentés au cours cette troisième législature

## Liste des députés
| Portrait | Député                              | Date de naissance | Circonscription | Profession | Suppléant | Parti             | Groupe |
| -------- | ----------------------------------- | ----------------- | --------------- | ---------- | --------- | ----------------- | ------ |
|          | ABOUDOU Assouman                    |                   |                 |            |           | Alliance-Étoile   |        |
|          | ACHODE Codjo                        |                   |                 |            |           | RB                |        |
|          | ADEGNINKA Saliou Iliassou           |                   |                 |            |           | MADEP             |        |
|          | AJANOHOUN Guy Amédée                |                   |                 |            |           | RB                |        |
|          | AGBAYAHUN Félix Jean                |                   |                 |            |           | Alliance IPD      |        |
|          | AGBO A. Valentin                    |                   |                 |            |           | PSD               |        |
|          | AGBOZOGNIGBE Emmanuel               |                   |                 |            |           | RB                |        |
|          | AHLONSOU Amoudatou                  |                   |                 |            |           | PRD               |        |
|          | AHOUANDJINOU Raymond                |                   |                 |            |           | RB                |        |
|          | Ahmed Akobi                         |                   |                 |            |           | FARD-ALAFIA       |        |
|          | ALAZI Sinti                         |                   |                 |            |           | FARD-ALAFIA       |        |
|          | Bruno Amoussou                      |                   |                 |            |           | PSD               |        |
|          | Assouma Amadou                      |                   |                 |            |           | MERCI             |        |
|          | ASSOUMA Nouhoum                     |                   |                 |            |           | Alliance-Étoile   |        |
|          | AVOUNGNASSOU Codjo Lambert          |                   |                 |            |           | RB                |        |
|          | AZANNAÏ Candide                     |                   |                 |            |           | RB                |        |
|          | AZONDEKON Vihounou Randolph Désiré  |                   |                 |            |           | RB                |        |
|          | BAH C. Nathaniel                    |                   |                 |            |           | RB                |        |
|          | BARASSOUNON Ali Amadou              |                   |                 |            |           | FARD-ALAFIA       |        |
|          | BASSA Daga Rufin Louis              |                   |                 |            |           | RB                |        |
|          | BATOKO Ousmane                      |                   |                 |            |           | FARD-ALAFIA       |        |
|          | BIO BIGOU B. Léon                   |                   |                 |            |           | FARD-ALAFIA       |        |
|          | CAKPO Moussa                        |                   |                 |            |           | RB                |        |
|          | Soulé Dankoro                       |                   |                 |            |           | PDB               |        |
|          | DANSOU Essou Félix                  |                   |                 |            |           | PSD               |        |
|          | DAVO Lani Bernard                   |                   |                 |            |           | PSD               |        |
|          | Djibril Mama Débourou               |                   |                 |            |           | Alliance-Étoile   |        |
|          | DINDIN Kodo Adolphe                 |                   |                 |            |           | PSD               |        |
|          | EDAYE Jean-Baptiste                 |                   |                 |            |           | PSD               |        |
|          | EZIN Béikon Nestor                  |                   |                 |            |           | PS                |        |
|          | FAÏZOUN Cossi Léopold               |                   |                 |            |           | RB                |        |
|          | FASSASSI Kamarou                    |                   |                 |            |           | PRD               |        |
|          | FIKARA Sacca Moussédikou            |                   |                 |            |           | MERCI             |        |
|          | GADO Girigissou                     |                   |                 |            |           | Alliance-SURU     |        |
|          | GBADAMASSI Moucharafou              |                   |                 |            |           | PRD               |        |
|          | GBEFFE Robert                       |                   |                 |            |           | RB                |        |
|          | GBETIN Antoine                      |                   |                 |            |           | RB                |        |
|          | GNANDJANON Dansou Salomon           |                   |                 |            |           | RB                |        |
|          | GNAVO Jules                         |                   |                 |            |           | RB                |        |
|          | Joseph Gnonlonfoun                  |                   |                 |            |           | PNE               |        |
|          | Georges Guédou                      |                   |                 |            |           | RB                |        |
|          | HOUDE A. Valentin                   |                   |                 |            |           | Alliance RPR-UNSP |        |
|          | HOUEDJISSIN Maxime                  |                   |                 |            |           | RB                |        |
|          | HOUESSOU Aurélien                   |                   |                 |            |           | RB                |        |
|          | Adrien Houngbédji                   |                   |                 |            |           | PRD               |        |
|          | HOUNGNINOU O. Dominique             |                   |                 |            |           | RDP               |        |
|          | HOUNKPE Kouessi Gaston              |                   |                 |            |           | PSD               |        |
|          | HOUNKPONOU H. Jean-Claude           |                   |                 |            |           | PSD               |        |
|          | HOUNSOUNON S. André                 |                   |                 |            |           | PRD               |        |
|          | Antoine Idji Kolawolé               |                   |                 |            |           | MADEP             |        |
|          | IDRISSOU Ibrahima                   |                   |                 |            |           | RUND              |        |
|          | KAKPO A. T. Justine Épouse CHODATON |                   |                 |            |           | RB                |        |
|          | KARIMOU Rafiatou                    |                   |                 |            |           | MADEP             |        |
|          | KOUKOUI K. André Kintossou          |                   |                 |            |           | PRD               |        |
|          | KOUSSONDA Adjibadé Moukaram         |                   |                 |            |           | MADEP             |        |
|          | KPARA Issa                          |                   |                 |            |           | MADEP             |        |
|          | Sacca Lafia                         |                   |                 |            |           | Alliance-Étoile   |        |
|          | Béatrice Lakoussan                  |                   |                 |            |           | PSD               |        |
|          | MINAKODE Aloukou                    |                   |                 |            |           | PRD               |        |
|          | MISSIKPODE O. Michel                |                   |                 |            |           | PRD               |        |
|          | MONNOU Edgar Yves                   |                   |                 |            |           | RB                |        |
|          | Éléazar Nahum                       |                   |                 |            |           | RB                |        |
|          | Théophile Nata                      |                   |                 |            |           | Alliance IPD      |        |
|          | NOUWAKPO François                   |                   |                 |            |           | RB                |        |
|          | OROU SEGO Orou Gabé                 |                   |                 |            |           | CAR-DUNYA         |        |
|          | PANOU B. Prosper                    |                   |                 |            |           | PRD               |        |
|          | Simon Sanga Pema                    |                   |                 |            |           | FARD-ALAFIA       |        |
|          | Jérôme Sacca Kina Guézéré           |                   |                 |            |           | FARD-ALAFIA       |        |
|          | SAKA SALEY Gani                     |                   |                 |            |           | CAR-DUNYA         |        |
|          | SALE Imorou                         |                   |                 |            |           | Alliance IPD      |        |
|          | SINATOKO Bocco Albert               |                   |                 |            |           | CAR-DUNYA         |        |
|          | SOGLO Jean-Louis                    |                   |                 |            |           | RB                |        |
|          | SOMASSE Valentin                    |                   |                 |            |           | RB                |        |
|          | SOULE ADAM B. Abou                  |                   |                 |            |           | FARD-ALAFIA       |        |
|          | SOUNOUVOU Falovè                    |                   |                 |            |           | MADEP             |        |
|          | Daniel Tawéma                       |                   |                 |            |           | FARD-ALAFIA       |        |
|          | TAOUEMA Paul Jonathan               |                   |                 |            |           | FARD-ALAFIA       |        |
|          | TESSY Cuthbert                      |                   |                 |            |           | RB                |        |
|          | TIANDO Emmanuel                     |                   |                 |            |           | Alliance IPD      |        |
|          | Ismaël Tidjani Serpos               |                   |                 |            |           | PRD               |        |
|          | TOSSE Anassou Patrice               |                   |                 |            |           | RB                |        |
|          | Rosine Vieyra Soglo                 |                   |                 |            |           | RB                |        |
|          | ZANNOU Timothée                     |                   |                 |            |           | PRD               |        |